# Gant-Wevelgem 2018
La Gant-Wevelgem 2018 va ser la 80a edició de la clàssica belga Gant-Wevelgem i es disputà el 25 de març de 2018 sobre un recorregut de 250,8 km, amb sortida a Deinze i arribada a Wevelgem. Aquesta era la dotzena prova de l'UCI World Tour 2018, amb una categoria 1.UWT.
El vencedor final fou l'eslovac Peter Sagan (Bora-Hansgrohe), que s'imposà a l'esprint a l'italià Elia Viviani (Quick-Step Floors) i al francès Arnaud Démare (Groupama-FDJ), segon i tercer respectivament.

## Equips
En la cursa hi prendran part 25 equips, els 18 equips UCI WorldTeams i set equips convidats de categoria professional continental:.
| WorldTeams (18)- BMC Racing Team - Bora-Hansgrohe - Lotto Soudal - Quick-Step Floors - AG2R La Mondiale - Astana - Bahrain-Merida - EF Education First-Drapac p/b Cannondale - Groupama-FDJ - Movistar Team - Mitchelton-Scott - Dimension Data - Katusha-Alpecin - Lotto NL-Jumbo - Sky - Team Sunweb - Trek-Segafredo - UAE Team Emirates Equips continentals professionals (7)- Sport Vlaanderen-Baloise - Wanty-Groupe Gobert - Vérandas Willems-Crelan - WB-Aqua Protect-Veranclassic - Cofidis, Solutions Crédits - Roompot-Nederlandse Loterij - Vital Concept |
| |

## Recorregut
El recorregut del 2018 és molt similar al del 2017, amb 11 cotes a superar, alguna d'elles sobre llambordes, i el pas per tres nous Plugstreets, « petits camins estrets, sinuosos » que foren incorporats el 2017 per commemorar la treva de Nadal de 1914 i retre un homenatge a les víctimes de la Primera Guerra Mundial a Flandes. · 
| Cim | Nom                                  | Km    | Ferm | Llargada (m) | Pendent mitjana | Pendent màxima | Km a meta |
| --- | ------------------------------------ | ----- | ---- | ------------ | --------------- | -------------- | --------- |
| 1   | Mont des Cats                        | 136,7 |      |              | %               | %              | 113,6     |
| 2   | Kokereelberg                         | 140,2 |      |              | %               | %              | 110,1     |
| 3   | Vert Mont                            | 142,5 |      |              | %               | %              | 107,8     |
| 4   | Mont Noir - Cota de Ravel Put        | 144,8 |      |              | %               | %              | 105,5     |
| 5   | Mont Noir - Cota de la Blanchisserie | 150,0 |      |              | %               | %              | 100,3     |
| 6   | Ravensberg                           | 156,5 |      |              | %               | %              | 93,8      |
| 7   | Baneberg                             | 167,6 |      |              | %               | %              | 82,7      |
| 8   | Kemmelberg - Belvedère               | 175,6 |      |              | %               | %              | 74,7      |
| 9   | Monteberg                            | 179,6 |      |              | %               | %              | 70,7      |
| 10  | Baneberg                             | 211,4 |      |              | %               | %              | 38,9      |
| 11  | Kemmelberg - Ossuaire                | 216,0 |      |              | %               | %              | 34,3      |

## Classificació final
| \| Classificació general \| Classificació general \| Classificació general \| Classificació general \| Classificació general \| \| Corredor \| Corredor \| Equip \| Temps \| \| \| --------------------- \| --------------------- \| --------------------------- \| --------------------- \| --------------------- \| \| 1r \| Peter Sagan \| Bora-Hansgrohe \| 5h 53' 37" \| \| \| 2n \| Elia Viviani \| Quick-Step Floors \| + 0" \| \| \| 3r \| Arnaud Démare \| Groupama-FDJ \| + 0" \| \| \| 4t \| Christophe Laporte \| Cofidis, Solutions Crédits \| + 0" \| \| \| 5è \| Jens Debusschere \| Lotto-Soudal \| + 0" \| \| \| 6è \| Oliver Naesen \| AG2R La Mondiale \| + 0" \| \| \| 7è \| Matteo Trentin \| Mitchelton-Scott \| + 0" \| \| \| 8è \| Zdeněk Štybar \| Quick-Step Floors \| + 0" \| \| \| 9è \| Jasper Stuyven \| Trek-Segafredo \| + 0" \| \| \| 10è \| Wout van Aert \| Verandas Willems-Crelan \| + 0" \| \| \| 11è \| Sacha Modolo \| EF Education First-Drapac \| + 0" \| \| \| 12è \| Jan-Willem van Schip \| Roompot-Nederlandse Loterij \| + 0" \| \| \| 13è \| Michael Matthews \| Team Sunweb \| + 0" \| \| \| 14è \| Greg Van Avermaet \| BMC Racing Team \| + 0" \| \| \| 15è \| Julien Vermote \| Dimension Data \| + 0" \| \| |                      |                             |            |
| |                      |                             |            |
| Font: ProCyclingStats |                      |                             |            |
| Classificació general |                      |                             |            |
| Corredor | Corredor             | Equip                       | Temps      |
| 1r | Peter Sagan          | Bora-Hansgrohe              | 5h 53' 37" |
| 2n | Elia Viviani         | Quick-Step Floors           | + 0"       |
| 3r | Arnaud Démare        | Groupama-FDJ                | + 0"       |
| 4t | Christophe Laporte   | Cofidis, Solutions Crédits  | + 0"       |
| 5è | Jens Debusschere     | Lotto-Soudal                | + 0"       |
| 6è | Oliver Naesen        | AG2R La Mondiale            | + 0"       |
| 7è | Matteo Trentin       | Mitchelton-Scott            | + 0"       |
| 8è | Zdeněk Štybar        | Quick-Step Floors           | + 0"       |
| 9è | Jasper Stuyven       | Trek-Segafredo              | + 0"       |
| 10è | Wout van Aert        | Verandas Willems-Crelan     | + 0"       |
| 11è | Sacha Modolo         | EF Education First-Drapac   | + 0"       |
| 12è | Jan-Willem van Schip | Roompot-Nederlandse Loterij | + 0"       |
| 13è | Michael Matthews     | Team Sunweb                 | + 0"       |
| 14è | Greg Van Avermaet    | BMC Racing Team             | + 0"       |
| 15è | Julien Vermote       | Dimension Data              | + 0"       |